# Encantada de la vida
Encantada de la vida fue un programa de televisión español, que se emitió por Antena 3 en la temporada 1993-1994, dirigido y realizado por Matilde Fernández Jarrin.

## Formato
Se trata de una gala de variedades para el horario de máxima audiencia, presentada por la conocida actriz Concha Velasco, en la que se combinan entrevistas, actuaciones musicales, comentarios sobre actualidad social, humor y la representación a cargo de la conductora del programa junto a un invitado (entre ellos Joaquín Kremel, Emiliano Redondo o Valeriano Andrés) de un fragmento de alguna pieza teatral.

## Colaboradores
- Maika Vergara, en la actualidad social
- Las Veneno[2]
- Javier Capitán y Luis Figuerola-Ferretti
- Goya Toledo.
- Pepe Carrol.

## Invitados
Entre otros, pasaron por el plató de Encantada de la vida los siguientes invitados:
| - Alejandro Sanz - Alfonso Arús - Alfonso del Real - Amistades Peligrosas - Ana Belén - Ana Obregón - Ana Reverte - Anabel Alonso - Ángel Cristo - Ángel Pardo - Aramís Fuster - Aurora Redondo - Azúcar Moreno - Bárbara Rey - Beatriz Rico - Belén Rueda - Bertín Osborne - Carlos Herrera - Carlos Hipólito - Cesáreo Estébanez - Chábeli Iglesias - Christian Vadim - Christina Rosenvinge - Concha García Campoy - Cristina Higueras - Danza Invisible - David Hasselhoff - El Consorcio - El Dúo Dinámico - El Fary - Emiliano Redondo - Emilio Aragón - Esperanza Roy - Esther Gala - Eva Cobo - Fernanda Hurtado - Fernando Colomo - Fernando Guillén - Fernando Guillén Cuervo - Fernando Vizcaíno Casas - Florinda Chico - Francisco Cecilio - Francisco Ibáñez - Goyo González - Greta y Los Garbo - Iñaki Miramón - Irma Soriano - Isabel Gemio - Isabel Pantoja - Isabel Serrano - Jacqueline de la Vega - Jaime Blanch - Jaime de Armiñán - Jaime Peñafiel - Jesús Cisneros - Jesús Gil y Gil - Jesús Hermida - Joaquín Kremel - José Coronado - José Luis López Vázquez - José Luis Perales - José María Caffarel - José María García - José María Ruiz Mateos - José Ortega Cano - José Sacristán - José Sancho - Juan Tamariz - Juanito Navarro - Juanjo Menéndez - Juanjo Puigcorbé - Julián González - Julio Sabala - Lara Dibildos - Las Virtudes | - Lola Flores - Lolita Flores - Loquillo y Trogloditas - Los del Río - Los Rebeldes - Lucho Gatica - Luis del Olmo - Luis Fernando Alvés - Luis Lorenzo - Luis Merlo - Luisa Armenteros - Lydia Bosch - Mabel Lozano - Manuel Díaz El Cordobés - Manuel Galiana - Manuel Gallardo - Manuel Santana - Manuela Velasco - Mara Goyanes - Mari Paz Ballesteros - María Casal - María Fernanda D'Ocón - María Garralón - María Jiménez - María Kosty - Maribel Verdú - Marisa de Leza - Marisa Porcel - Marisol Ayuso - Marta Puig - Marta Sánchez - Marta Valverde - Mary Begoña - Massiel - Michael Bolton - Miguel Ángel Garzón - Miguel Bosé - Micky Molina - Moncho Borrajo - Mónica Molina - Nicolás Dueñas - Nieves Herrero - Norma Duval - Octavio Aceves - Omar Sharif - Paco Clavel - Paco Morales - Paloma Hurtado - Paloma Lago - Paloma San Basilio - Patricia Vico - Pedro Mari Sánchez - Pepe Navarro - Pilar de Borbón - Queta Claver - Ramiro Oliveros - Ramón Mendoza - Ramón Pons - Raphael - Richard Clayderman - Roberto Carlos - Rocío Jurado - Rosa León - Rosa Maria Sardà - Rosa Valenty - Sara Montiel - Sergio Dalma - Silvia Gambino - Terenci Moix - Teresa Hurtado - Tote García Ortega - Valeriano Andrés - Vicente Parra - Víctor Manuel - Víctor Valverde - Will Smith |